# Mark Herman
Pour les articles homonymes, voir Herman.
Ne doit pas être confondu avec Herman Mark.
Mark Herman est un réalisateur et scénariste britannique né en 1954 à Bridlington, en Angleterre (Royaume-Uni).

## Vie et carrière
Mark Herman est né à Bridlington dans le Yorkshire en Angleterre. Il a étudié dans l’école de Woodleigh, dans le Yorkshire du Nord. Il est entré dans l’industrie du film très tard. À l’âge de 27 ans, il dessine des cartoons à l'école des Beaux-Arts avant de s’impliquer dans le dramatique quand il commence à étudier le cinéma à Polytechnic Leeds. Il s’est ensuite entraîné pour devenir animateur à l’École Nationale du Film à Londres.
Il a ensuite continué à étudier pour devenir réalisateur. Il a aussi écrit des poèmes sous le nom de « M. Henry Herman » pour le groupe The Christians sur leur premier album avec Henry Priestman, un camarade de l’école de Woodleigh.
Le premier projet de long-métrage d’Herman était Méli-mélo à Venise (1992), une comédie d’erreur d’identité jouée par Dudley Moore et Bryan Brown.
Après cela, Herman a écrit et réalisé Les Virtuoses (1996), qui sera acclamé par les critiques, qui raconte l’histoire d’une fanfare de mineurs qui peine à survivre après la fermeture des mines dans les années 1980.
Dans Little Voice (1998), adapté par Herman de la pièce de Jim Cartwright The Rise and Fall of Little Voice, Jane Horrocks joue le rôle principal d’une femme harcelée qui s’échappe dans les mémoires de son père et en imitant les chanteurs qu’elle admire.
Purely Belter (2000), pouvant se traduire par Très Bien en français, adapté par Herman du roman The Season Ticket de Jonathan Tulloch qui raconte l’histoire de deux adolescents qui essayent de gagner ensemble assez d’argent pour un acheter des places pour un match de football à un couple. Hope Springs (2003) est une adaptation de New Cardiff.
Son plus récent travail est l’adaptation de Le Garçon au pyjama rayé. Il a été produit par David Heyman et les stars David Thewlis, Vera Farmiga, Sheila Hancock et Rupert Friend. Herman a réalisé et adapté cet ouvrage.
Herman est un camarade de producteur de film/télévision de "l’Université de York St John" en Angleterre.
Jessica Winter dans The Rough Guide to Film critique les films trop « passionnés » d’Herman. Elle dit du film Purely Belter qu’« il ne crée probablement pas beaucoup de changement avec son courage incomplet, pour le bien être du parti socialiste réaliste du cinéma[pas clair] ».

## Filmographie
Comme réalisateur
- 1987 : See You at Wembley, Frankie Walsh, court métrage
- 1987 : Unusual Ground Floor Conversion, court métrage
- 1992 : Méli-mélo à Venise (Blame It on the Bellboy)
- 1996 : Les Virtuoses (Brassed Off)
- 1998 : Little Voice
- 2000 : Newcastle Boys (Purely Belter)
- 2003 : Hope Springs
- 2008 : Le Garçon au pyjama rayé (The Boy in the Striped Pajamas)

Comme scénariste
- 1987 : See You at Wembley, Frankie Walsh, court métrage
- 1987 : Unusual Ground Floor Conversion, court métrage
- 1992 : Méli-mélo à Venise (Blame It on the Bellboy)
- 1996 : Les Virtuoses (Brassed Off)
- 1998 : Little Voice
- 2000 : Newcastle Boys (Purely Belter)
- 2003 : Hope Springs

## Distinctions
- Grand Prix, lors du Festival du film de Paris en 1997 pour Les Virtuoses.
- Prix spécial du jury, lors du Festival international du film de Tōkyō en 1997 pour Les Virtuoses.
- Prix des auditeurs du Masque, décerné en 1997 par l'émission Le Masque et la Plume pour Les Virtuoses.
- César du meilleur film étranger en 1998 pour Les Virtuoses.
- Prix Lumière du meilleur film étranger en 1998 pour Les Virtuoses.
- Prix du meilleur film, lors du festival Fantasporto en 2001 pour Newcastle Boys.